# Aleksandr Chatoentsev
Aleksandr Vasiljevitsj Chatoentsev (Russisch: Александр Васильевич Хатунцев) (Voronezj, 2 november 1985) is een Russisch wielrenner en baanwielrenner. Hij is prof sinds 2005. Voordien haalde hij tal van overwinningen in de jeugdcategorieën van het baanwielrennen. 

## Erelijst
2002
- Wereldkampioen ploegenachtervolging op de baan, junioren (met Michail Ignatiev, Serguei Ulakov en Ilya Krestaninov)

2003
- Europees kampioen achtervolging op de baan, junioren
- Wereldkampioen achtervolging op de baan, junioren

2004
- 1e etappe Ronde van de Zuid-Chinese Zee
- 6e etappe Ronde van de Zuid-Chinese Zee
- Eindklassement Ronde van de Zuid-Chinese Zee

2005
- Boucles de la Soule
- 1e etappe GP Sochi
- 4e etappe GP Sochi
- 5e etappe GP Sochi
- Eindklassement GP Sochi
- Europees kampioen ploegenachtervolging op de baan, beloften

2006
- Les Boucles de l'Artois
- GP van Moskou
- 4e etappe Vijf ringen van Moskou
- Eindklassement Vijf ringen van Moskou
- 5e etappe Ronde van Servië
- Nationaal kampioenschap Rusland op de weg
- Eindklassement Ronde van de Zuid-Chinese Zee

Chatoentsev · Carrara · Casper · Cooke · Coyot · Criel · Eichler · Gardeyn · Gołaś · Hunt · Jacobs · Kolesnikov · Larsson · Ljungblad · Pasamontes · Peña · Pronk · Rujano · Scheuneman · Suray · ten Dam · Thijs · Urán · Vandenbergh · Vinther · Wilson · Zanotti · Bideau (stagiair) · Persson (stagiair) · Van Der Schueren (stagiair)
Broett · 
Chatoentsev ·
Contrini ·
Gottfried · 
Ignatjev ·
Jeskov ·
Kiryjenka · 
Klimov · 
Loddo ·  
Mazzanti · 
Pedraza ·  
Petrov ·  
Riccio ·
Rovny · 
Serov · 
Serrano ·  
Sobal ·
Troesov · 
Tsjernetski ·
Contoli (stagiair) ·
Graziato (stagiair) ·
Marycz (stagiair)   
Arguelyes · Chatoentsev · Firsanov · Jersjov · Jeskov · Kajkov · Klimov · I. Kovaljov · J. Kovaljov · Kozontsjoek · Krasnov · Markov · Manakov · Mironov · Ovetsjkin · Rovny · Savitski · Serov · Troesov · Valinin · Zoebov